# Saddleback Island
Saddleback Island är en ö i Kanada.   Den ligger i territoriet Nunavut, i den östra delen av landet, 1 900 km norr om huvudstaden Ottawa. Arean är 5,6 kvadratkilometer.
Terrängen på Saddleback Island är platt. Öns högsta punkt är 125 meter över havet. Den sträcker sig 2,3 kilometer i nord-sydlig riktning, och 3,5 kilometer i öst-västlig riktning.